# Petrus Mejontsma
Petrus Mejontsma, ook wel Pieter Mejontsma of Petrus van Mejontsma (ca. 1630 - Buitenpost, 28 februari 1677) was een Nederlands bestuurder.

## Biografie
Mejontsma was een zoon van Geert Pieters en een onbekende vrouw uit het geslacht Blauwer. Zijn vader, Geert Pieters, was een halfbroer van Maaike Pieters, de vrouw van Tjerk Boelens. Vanaf 1660 trad Mejontsma op als volmacht ten landsdage namens Achtkarspelen. Mejontsma werd in 1669 aangesteld tot ontvanger-generaal der losrenten. In 1673 volgde hij Tjerk Boelens op als grietman van Achtkarspelen.
Mejontsma ontleende zijn naam waarschijnlijk aan de Mejontsmastate te Buitenpost die hij bewoonde. Deze voormalige stins Mionsma of Mejontsma was bezit van Haye van Herbranda, eerder grietman van Achtkarspelen. Deze state werd in 1630/1632 gekocht door Tjerk Boelens. Via diens vrouw, Maaike Pieters, zal deze state vererfd zijn op Petrus Mejontsma.

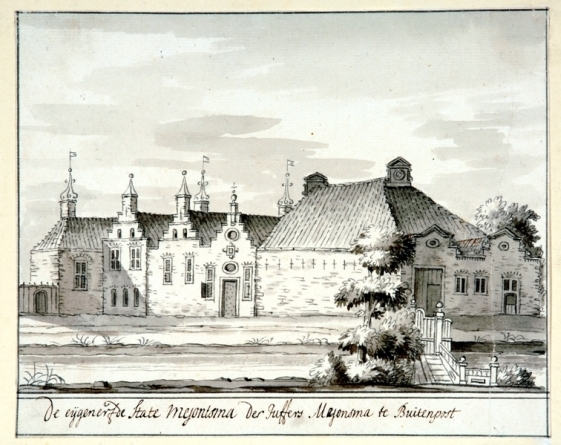
De Mejontsma State te Buitenpost op een tekening van Jacobus Stellingwerff.
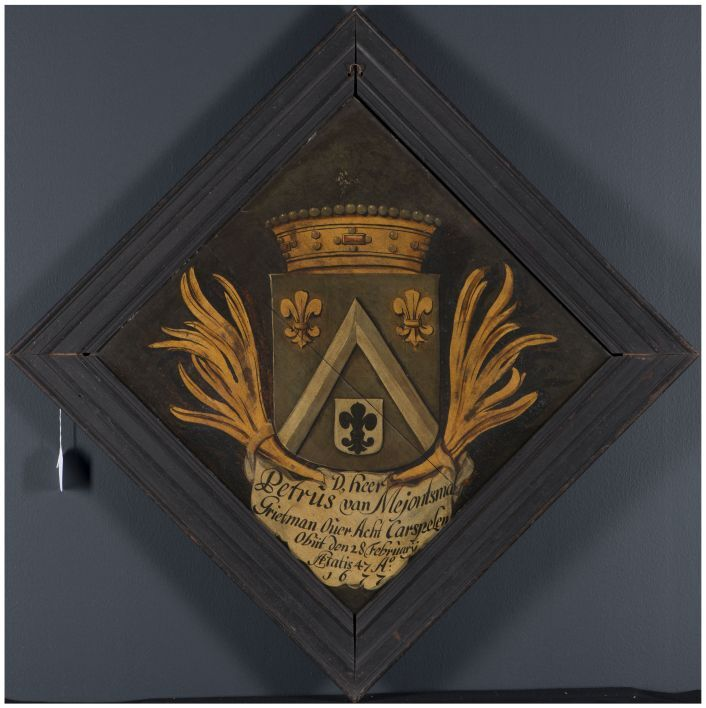
Rouwbord voor Petrus Mejontsma in de collectie van het Fries Museum.

## Huwelijk en kinderen
Mejontsma trouwde in 1655 te Leeuwarden met Tietkse (Titia) van Andela (†1673), dochter van medisch doctor Anchisis Andla en Sibbel van Aysma. Petrus en Tietske kregen negen kinderen onder wie:
- Sybilla Mejontsma (1656-1686), trouwde met Isaäc de Schepper. Deze Isaäc de Schepper was eerder getrouwd met Hilck van Haersma, de dochter van Aulus van Haersma, grietman van Smallingerland. Isaäc de Schepper zou Petrus Mejontsma opvolgen als grietman van Achtkarspelen.[4]
- Lolck Mejontsma, trouwde met haar neef Anchisis Frederik Sigers, militair, grietman van de Ruigewaard en eigenaar van de Reitsemaborg in Grijpskerk.

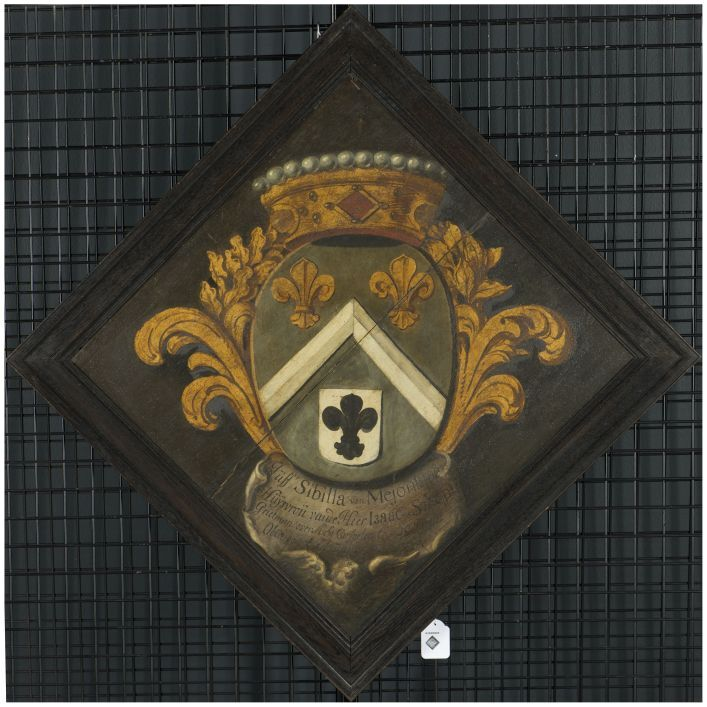
Rouwbord voor Sybilla Mejontsma in de collectie van het Fries Museum.